# 綜子内親王
綜子内親王（そうしないしんのう、宝治元年10月9日（1247年11月7日） - 文永6年3月1日（1269年4月3日））は、鎌倉時代中期の皇族・女院・女流歌人。女院号は月華門院（げっかもんいん）。後嵯峨天皇の第一皇女。母は中宮・西園寺姞子（大宮院）。後深草天皇の同母妹で、亀山天皇の同母姉。

## 経歴
宝治元年（1247年）10月9日後嵯峨天皇の第一皇女として誕生。同年11月内親王宣下を受ける。宝治2年（1248年）3月、安嘉門院邦子内親王の猶子となる。弘長3年（1263年）7月准三宮・院号宣下を受け月華門院と称する。文永6年（1269年）3月1日、薨去。享年23。両親は彼女の死を大いに嘆いたという。

## 人物
『増鏡』において、源彦仁と密かに通じていたというが、園基顕とも関係を持っていたとされる。死因については堕胎の失敗ともいう。
和歌をよくし、『続古今和歌集』（8首）以降の勅撰和歌集に20首入集。
- いかなればいつともわかぬ夕暮の風さへ秋はかなしかるらむ（続古今和歌集369）